# Georg Solti
Sir Georg Solti KBE (výslovnost [džordž šolty], původním jménem Stern György, 21. října 1912 v Budapešti – 5. září 1997 v Antibes) byl britský dirigent maďarského židovského původu, mimo jiné dlouholetý hudební ředitel Chicagského symfonického orchestru.

## Život
Narodil se v Budapešti jako Stern György. Jeho rodiče byli Židé a po 1. světové válce změnili svým dětem německé příjmení na maďarské Solti (podle názvu městečka ve středním Maďarsku), jak bylo doporučováno v rámci tehdejších vládních opatření.
Studoval kompozici a hru na klavír na Lisztově akademii v Budapešti.  K jeho učitelům patřili Béla Bartók, Zoltán Kodály, Ernö Dohnányi a Leo Weiner. Ve 30. letech byl korepetitorem Maďarské státní opery. Velké zkušenosti získal na Salcburském festivalu, kterého se zúčastňoval od roku 1936 a seznámil se tam s Arturem Toscaninim. Jako dirigent debutoval v Budapešti v roce 1938 operou Figarova svatba.  Jeho kariéra byla přerušena nacistickým režimem, jako Žid musel v roce 1938 emigrovat. Jednu sezónu působil jako dirigent v Royal Opera House v Londýně, zbytek druhé světové války prožil ve Švýcarsku, kde se živil jako klavírista a učitel hudby. Potkal tam svou první ženu Hedi Oeschliovou.
Po válce byl od roku 1946 hudebním ředitelem Bavorské státní opery v Mnichově. Tehdy začal používat křestní jméno Georg.  V roce 1952 přešel do Frankfurtu nad Mohanem, kde působil dalších devět let. Řídil tam městský orchestr i operu. V roce 1953 získal německé občanství. Během let se vypracoval na jednoho z nejuznávanějších světových dirigentů. Vystupoval s předními orchestry v New Yorku, Vídni, Los Angeles nebo Londýně. K dirigování měl Solti vrozený talent a orchestr vedl vždy podle své přesné představy. V roce 1961 se stal hudebním ředitelem Covent Garden Opera Company v Londýně, úroveň této scény jeho působení výrazně pozvedlo. Právě pod jeho vedením získala společnost čestný titul „Královská opera“. V roce 1972 se stal britským poddaným, dostal Řád britského impéria a titul Sir. 
V roce 1969 se stal hudebním ředitelem Chicagského symfonického orchestru, v této funkci zůstal 22 let, do důchodu odešel v roce 1991. Pro svůj temperament a nekompromisní postoje k práci orchestru se dostával do konfliktů s výkonnými umělci, manažery i hudebními kritiky. Proslul častými milostnými aférami, které však skončily po svatbě s televizní hlasatelkou BBC Valerií Pittsovou. Poznali se v roce 1964 a svatbu měli o tři roky později po rozvodu s první manželkou. Nový sňatek a narození dvou dcer měl velký vliv na změnu Soltiho povahy, jeho přístupu k hudbě i lidem. 
Kromě řízení chicagského orchestru spolupracoval Solti s mnoha dalšími institucemi. V roce 1971 byl jmenován šéfem orchestru v Paříži a hudebním poradcem pařížské Opery. Do roku 1979 zastával současně místo ředitele a prvního dirigenta Londýnské filharmonie. V roce 1983 poprvé dirigoval na festivalu v Bayreuthu. V roce 1992 převzal umělecké vedení Velikonočních slavností v Salcburku.  Navíc nahrával na gramodesky. Při organizování tak náročné práce mu kromě manželky pomáhal především jeho dlouholetý spolupracovník Charles Kay. 

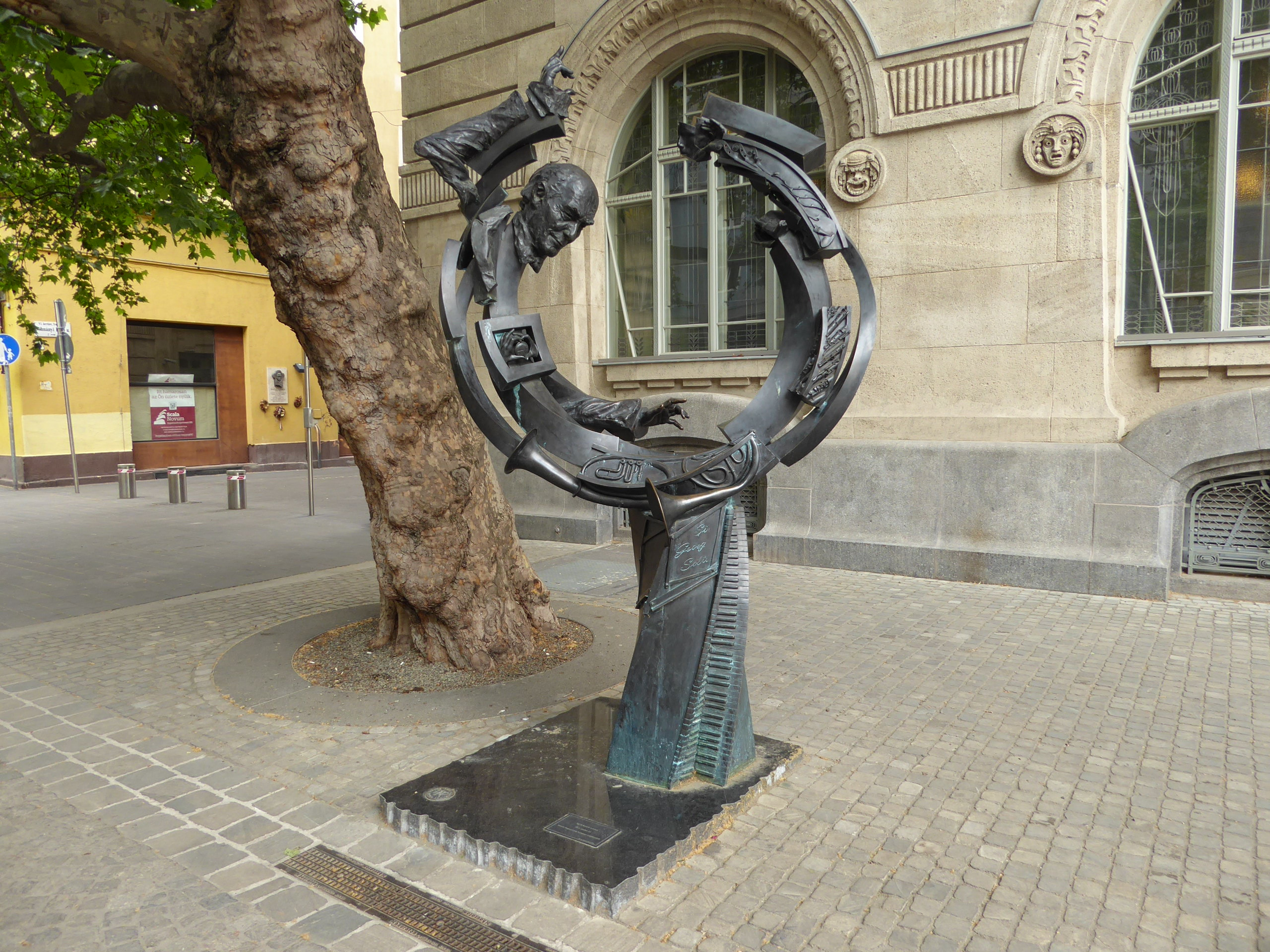
socha Georga Soltiho před Hudební akademií v Budapešti

V roce 1991 se vzdal funkce hudebního ředitele, ale pokračoval dál jako dirigent. S chicagským orchestrem provedl 999 koncertů. V říjnu 1997 se měl konat jubilejní tisící koncert k jeho 85. narozeninám, ale toho se již Solti nedožil. Zemřel 5. září 1997 na dovolené ve Francii. Byl pohřben na hřbitově Farkasréti v Budapešti vedle Bély Bartóka.
Od roku 2002 se na jeho památku koná ve Frankfurtu nad Mohanem každé dva roky Mezinárodní dirigentská soutěž Sira Georga Soltiho.

## Hudební činnost
Solti vytvořil velké množství nahrávek klasické hudby, často nahrál totéž dílo několikrát. Za svůj život vytvořil přes 250 nahrávek, z toho 45 úplných záznamů oper, nejslavnější z nich je úplný Wagnerův Prsten Nibelungův, vytvořený s Vídeňskými filharmoniky mezi lety 1958–1965, podle několika anket (Gramophone, 1999 a BBC Music Magazine, 2012) nejlepší nahrávka klasické hudby vůbec.
První gramofonové nahrávky vznikly koncem čtyřicátých let. Začínal klavírními sonátami, ale v roce 1949 již natočil s Londýnskou filharmonií Haydnovu 103. symfonii. Následovaly opery a téměř všechny Beethovenovy a Mahlerovy symfonie.
V roce 2012 byl uveden do gramofonové Síně slávy, jeho nahrávky získaly 31 cen Grammy  a 14 velkých světových cen (Grand Prix Mondial du Disque).

## Vyznamenání
- medaile Maxmiliánova řádu pro vědu a umění (Bavorsko, 1986)
- komtur Řádu Leopoldova (Belgie)
- rytíř Řádu čestné legie (Francie)
- komandér Řádu umění a literatury (Francie)
- velkokříž Řádu zásluh o Italskou republiku (Itálie, 1. září 1995)[5]
- velkokříž Záslužného řádu Maďarské republiky (Maďarsko)
- velký záslužný řád s hvězdou a šerpou Záslužného řádu Spolkové republiky Německo (Německo)
- velkokříž Řádu svatého Jakuba od meče (Portugalsko, 24. února 1994)[6]
- čestný komandér Řádu britského impéria (Spojené království, 1968)
- čestný rytíř-komadér Řádu britského impéria (Spojené království, 1971)